# Swope-Gletscher
Der Swope-Gletscher ist ein Gletscher im westantarktischen Marie-Byrd-Land. In den Ford Ranges fließt er zwischen Mount Woodward und Mount West in westlicher Richtung zum Sulzberger-Schelfeis an der Saunders-Küste. 
Objekte der Ford Ranges wurden bei der ersten (1928–1930) und zweiten Antarktisexpedition (1933–1935) des US-amerikanischen Polarforschers Richard Evelyn Byrd sowie bei der United States Antarctic Service Expedition (1939–1941), gleichfalls unter Byrds Leitung, entdeckt und kartiert. Der Gletscher ist nach  Gerard Swope (1872–1957) benannt, Präsident von General Electric, die Byrds zweiter Expedition eine Reihe elektrischer Geräte zur Verfügung gestellt hatte.